# Емілія Фльоґе

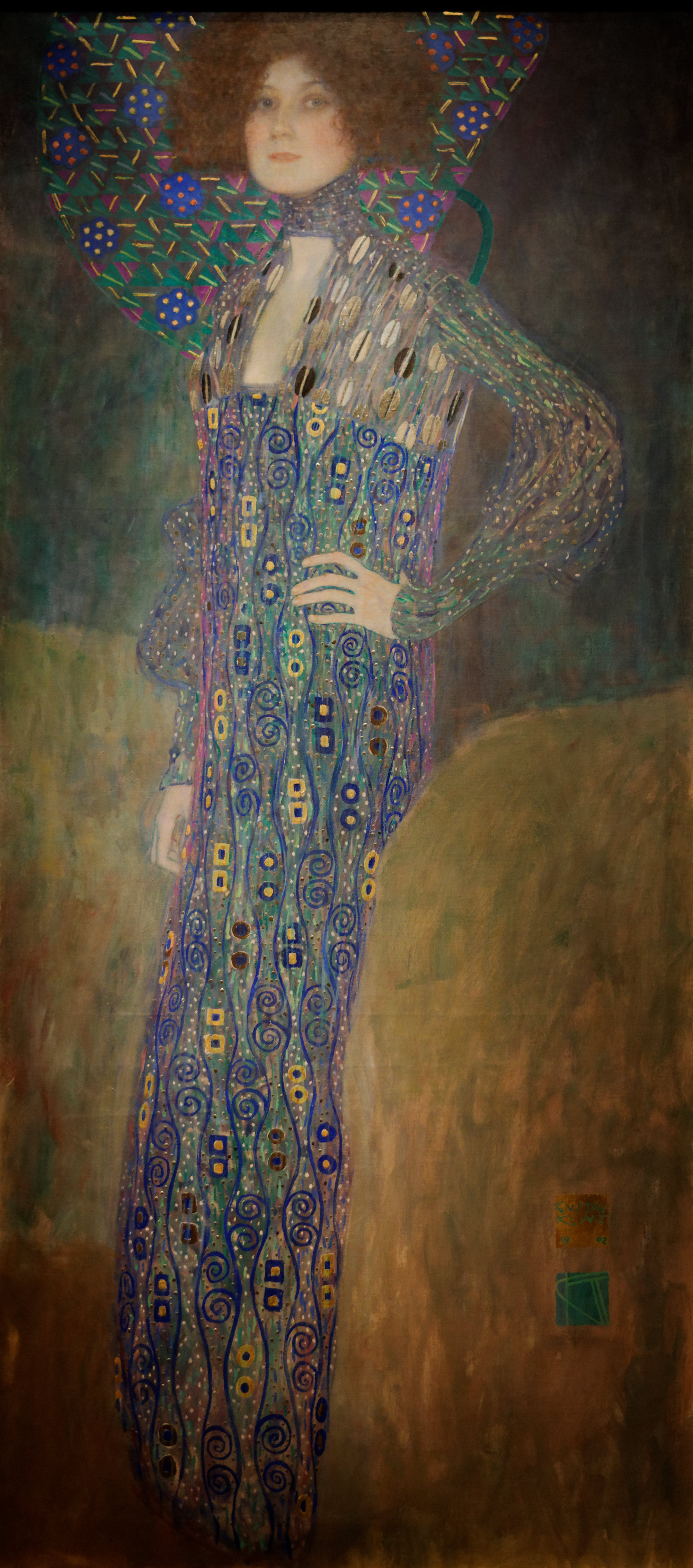
Густав Клімт. Портрет Емілії Фльоґе. 1902. Музей міста Відня

Емілія Луїза Фльоґе (нім. Emilie Louise Flöge; 30 серпня 1874, Відень — 26 травня 1952) — австрійська модельєрка та галеристка, співвласниця ексклюзивного модного салону «Сестри Фльоґе». Модель і муза художника Густава Клімта. За дослідженнями ескізів до картини Еліс Штробль, зображена на знаменитому «Поцілунку».

## Життєпис
Народилася в сім'ї успішного виробника пінкових люльок Германа Фльоґе, випускника Академії мистецтв (1837—1897), та його дружини Барбари, до шлюбу Штагль. В сім'ї виховувалися старші син Герман і дочки Пауліна і Гелена.
17-річною познайомилася з Густавом Клімтом, коли її старша сестра Гелена одружилася з його молодшим братом Ернстом. З родичками Фльоґе в образі городянки позувала для стельової фрески Клімта в Бурґтеатрі. 
Розсталася з Клімтом 1899 року, коли він закохався в 19-річну Альму Шиндлер, а його моделі Марія Учицька і Марія Ціммерман були вагітні. Проте Фльоге зберегла з художником теплі стосунки: вони проводили багато часу разом, з'являлися на публіці як пара. Після смерті Клімта Фльоґе спадкує частину його майна і залишає за собою роль хранительки його спадщини, під яку відвела окрему кімнату в своїй квартирі над ательє. Саме Фльоге віденське суспільство сприймає як вдову митця.
Працьовита Фльоґе допомагала Клімту в його роботі, зокрема, влітку 1908 і 1909 років, коли Клімт поспішав вчасно доробити ескізи фризу Стокле, вона вставала о п'ятій ранку, щоб дофарбовувати та обклеювати їх тло золотою фольгою. Не відомо, наскільки Клімт брав участь у конструюванні моделей одягу для салону Фльоґе, але близькість зразків «Віденських майстерень» і орнаменталістики картин Клімта також відзначають. 

## Салон «Сестри Фльоґе»
Як і сестри, Емілія вивчилася на кравчиню. 1904 року разом із сестрами відкрила у Відні на вулиці Маріахільфер-штрассе ексклюзивний і екстравагантний салон мод «Сестри Фльоґе». Всім дорогим оформленням модного салону, від дверної таблички та меблів і до шпалер, займалися Йозеф Гофман і Коломан Мозер, які за рік до цього заснували дизайнерську студію «Віденські майстерні», і виконали його у фірмовому лаконічному чорно-білому стилі з акцентом на вертикалі та горизонталі. За словами племінниці Гелени Доннер, сестри накопичили стартовий капітал, вдало виконавши замовлення на пошиття уніформи для учасників кулінарної виставки. У сімейному підприємстві Емілія відповідала за дизайн продукції, Гелена займалася обслуговуванням клієнтів, а Пауліна взяла на себе паперову роботу. Близькість салону Фльоґе до «Віденських майстерень» виражалася не тільки в естетичній концепції, але й у дизайні і якості, а також доступності лише невеликому колу клієнтури. 
Двічі на рік Фльоґе виїжджала в Париж, щоб бути в курсі новітніх тенденцій зі «столиці моди». Під враженням від «реформаторів життя» і модної колекції Поля Пуаре, який 1906 року першим запропонував жіночі ампірні сукні без корсета і шаровари, Фльоге у Відні просуває просторі і вільні «реформні сукні», які мали як медичні, так і естетичні переваги: вони не стискали внутрішніх органів і дозволяли вільно рухатися, при цьому оптично не ламали вигляд на частини. Крім того, «реформні сукні» відповідали ідеям жіночої емансипації — самосвідомості, свободи особистості і позбавлення від чоловічої вищості. Дизайн знаменитих суконь Фльоге в смужку і в «шашечку Гофмана» також сходить до Віденських майстерень. «Реформні сукні» рекламувалися в елітарних колах освіченої буржуазії і не досягли визнання широкої публіки. На відміну від Парижа, в консервативному Відні на рубежі століть потрібна була відвага, щоб з'явитись у товаристві в «реформній сукні». За спогадами Берти Цукеркандль, ще 1913 року поява на віденській Кернтнер-штрассе моделей з показу Поля Пуаре, одягнених у спідниці-брюки, викликала транспортний колапс із потребою втручання поліції. 
Салон «Сестри Фльоґе» закрився 1938 року: переважна більшість його клієнток мали єврейськє походження і на той час або покинули Відень, або стали жертвами переслідувань націонал-соціалістів. Деяких клієнток салону — Елізабет Ледерер, Адель Блох-Бавер, Євгенію Примавезі, Фридерику Марію Бер увічнив на портретах Густав Клімт в одязі, схожому на моделі Фльоґе. Доказів успішності підприємства сестер Фльоґе не збереглося: всі документи знищила пожежа в квартирі Емілії Фльоґе 1945 року.
Емілія Фльоґе збирала колекцію національного та народного одягу із Західної і Моравської Словаччини XIX століття, яка нині зберігається у Віденському музеї прикладного мистецтва і налічує близько 369 текстильних об'єктів.

## У культурі
Життю Емілії Фльоге присвячено книгу Елізабет Гікі під назвою «Намальований поцілунок» (англ. The Painted Kiss), назва якої відсилає до картини «Поцілунок».
У художньому фільмі Рауля Руїса «Клімт» 2006 року роль Емілії Фльоґе виконала Вероніка Феррес.